# Castillo de la Bourdaisière
El castillo de la Bourdaisière(en francés: Château de la Bourdaisière) es un château francés situado en la comuna de Montlouis-sur-Loire, departamento de Indre-et-Loire en la región de Centro-Val de Loira. El edificio original fue construido durante el Renacimiento y fue destruido en gran parte en el siglo XVIII. La edificación actual es de finales del siglo XVIII a principios del XIX. Ahora es un hotel y lugar de eventos y el parque alberga varios lugares de conservación y cultivo de plantas.
El castillo fue inscrito al título de los monumentos históricos en 1947. Actualmente está en el espacio tampón del conjunto de castillos del Loira, que fueron declarados Patrimonio de la Humanidad por la Unesco, como «Valle del Loira entre Sully-sur-Loire y Chalonnes», en 2000.

## Historia
Antes de la construcción del castillo existía en su ubicación una fortaleza procedente del siglo XIV de Juan I el Meingre, llamado "Boucicault". Después de varios cambios de propietarios, la fortaleza terminó perteneciendo en el siglo XV a Nicolas Gaudin, tesorero de la reina.
Philibert Babou, convertido en señor de la Bourdaisière el 28 de abril de 1510 a causa de su matrimonio con Marie Gaudin  (cortesana notoria, amante en especial de Francisco I, de Carlos Quinto y del mismo papa León X), decidió diez años más tarde, en 1520, construir un nuevo castillo en este sitio, manteniendo solo una de las antiguas torres medievales. Fue en ese castillo donde nacieron Gabrielle d'Estrées  (amante y favorita de Enrique IV) y sus siete hermanas, conocidas también por su papel de cortesanas, lo que le valió al castillo el apodo de «clapier à putains» ('conejera de putas').

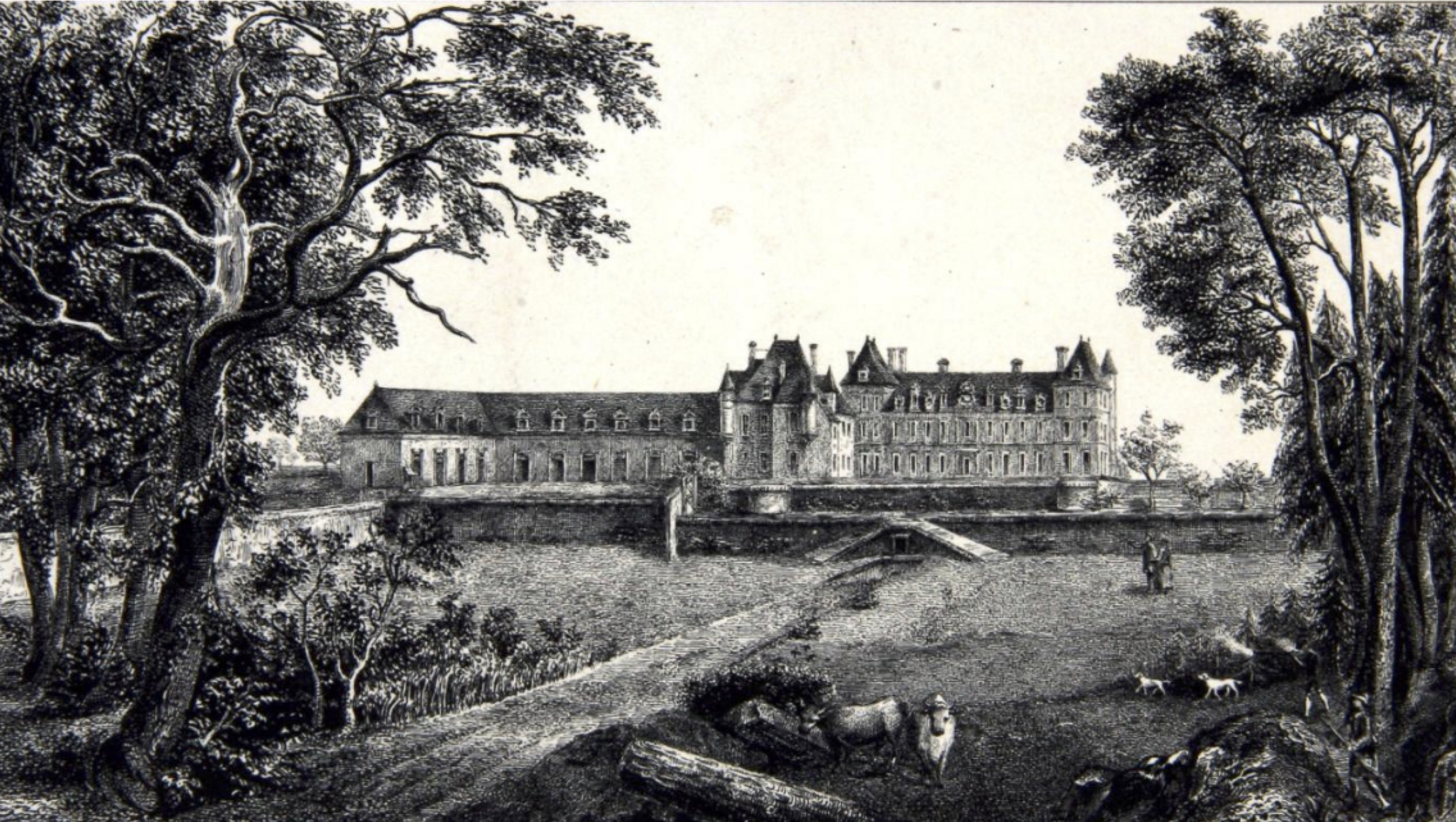
La Bourdaisière, antes de las destrucciones de Étienne François de Choiseul

Ya en el siglo XVII, la propiedad pasó a Hércules de Rohan, al duque de Montbazon, a Charles d'Albert, duque de Luynes, y a continuación, a Étienne François de Choiseul  que se retiró en Chanteloup cerca de Amboise después de su desgracia. Choiseul ordenó la demolición del castillo con el fin de privar a su rival el duque de Aiguillon de la vista que tenía de él desde su propio castillo de Véretz. También usó las piedras recuperadas para la construcción del château de Chanteloup.
En 1786 las tierras fueron vendidas a Louise Adelaida de Borbón Penthièvre, antes de convertirse en  bien national.
En 1794, Armand Joseph Dubernad  compró el castillo con la ayuda de Henri Jacques Goüin-Moisant pour 183 000 libras.· Reconstruyó el conjunto comprando también el parque de 69 arpendes por  110 000 libras. También adquirió parte del viñedo de Montlouis-sur-Loire. Compuso alrededor del castillo con 34 adjudicaciones un dominio de 100 hectáreas, que se derrumbará cuando muera. Durante el Terror, Dubernad  comenzó la reconstrucción del castillo que continuó, en el siglo XIX, el barón Angellier que decidió reconstruir el castillo en un estilo neorrenacentista.
Comprado por un inglés en 1938, fue ocupado por los alemanes, y después de la Liberación por una escuela militar. Luego fue devuelto a sus dueños, quienes lo abandonaron. Las edificaciones comunes, los fosos, la antigua capilla y el parque con la puerta del siglo XVI fueron inscritos al título de los monumentos históricos en marzo de 1947. En 1959, después de la subasta del conjunto de los muebles, el castillo fue vendido a la comuna de Montlouis, que estableció una casa de retiro allí.
El castillo ya no cumplía con los estándares de seguridad y confort, y fue vendido en 1988 a François Michaud, y  finalmente el 2 de septiembre de 1991 fue adquirido por los príncipes de Broglie. En la década de 1990, Louis-Albert de Broglie desarrolló aquí un laboratorio de biodiversidad, que incluye una colección de 300 variedades de tomates.

## Los parques y jardines del castillo de la Bourdaisière: dominio del príncipe jardinero
El parque del castillo de la Bourdaisière es un parque cerrado de 55 hectáreas, donde se encuentra en particular el huerto invernadero del Tomate, el «Dahliacolor», el Capitulario de Carlomagno y el jardín de Liliana Motta.
- El jardín de invierno del Tomate creado en 1996 tiene una colección única en el mundo en medio de una multitud de legumbres y plantas aromáticas que recoge cerca de 650 variedades de tomates de todos los colores y todas las formas. Esta colección está acreditada por el Conservatoire des collections végétales spécialisées (CCVS).

- El «Dahliacolor», diseñado por el paisajista Louis Benech, es un jardín contemporáneo ubicado en la parte posterior de la huerta. Compuesto de parterres de dalias de 210 variedades diferentes tratadas por macizos de colores, permite descubrir la diversidad de esta flor. Un paseo educativo permite a los visitantes reconocer las diferentes especies exhibidas en el jardín.

- El parque cuenta con árboles antiguos, como cedros, secoyas, castaños y robles.

- El recorrido pedagógico educativo «École de la nature», en el que están   las planchas de la Maison Deyrolle que han marcado a generaciones de escolares, con una selección de 45 consejos antiguos y nuevos creados por DPA (Deyrolle pour l’Avenir) en torno a cuestiones ambientales y sociales contemporáneas.

- La micro-granja del futuro, una granja de agroecología, creada en 2013, que tiene como objetivo experimentar con métodos de permacultura para permitir su despliegue en la agricultura.[12]

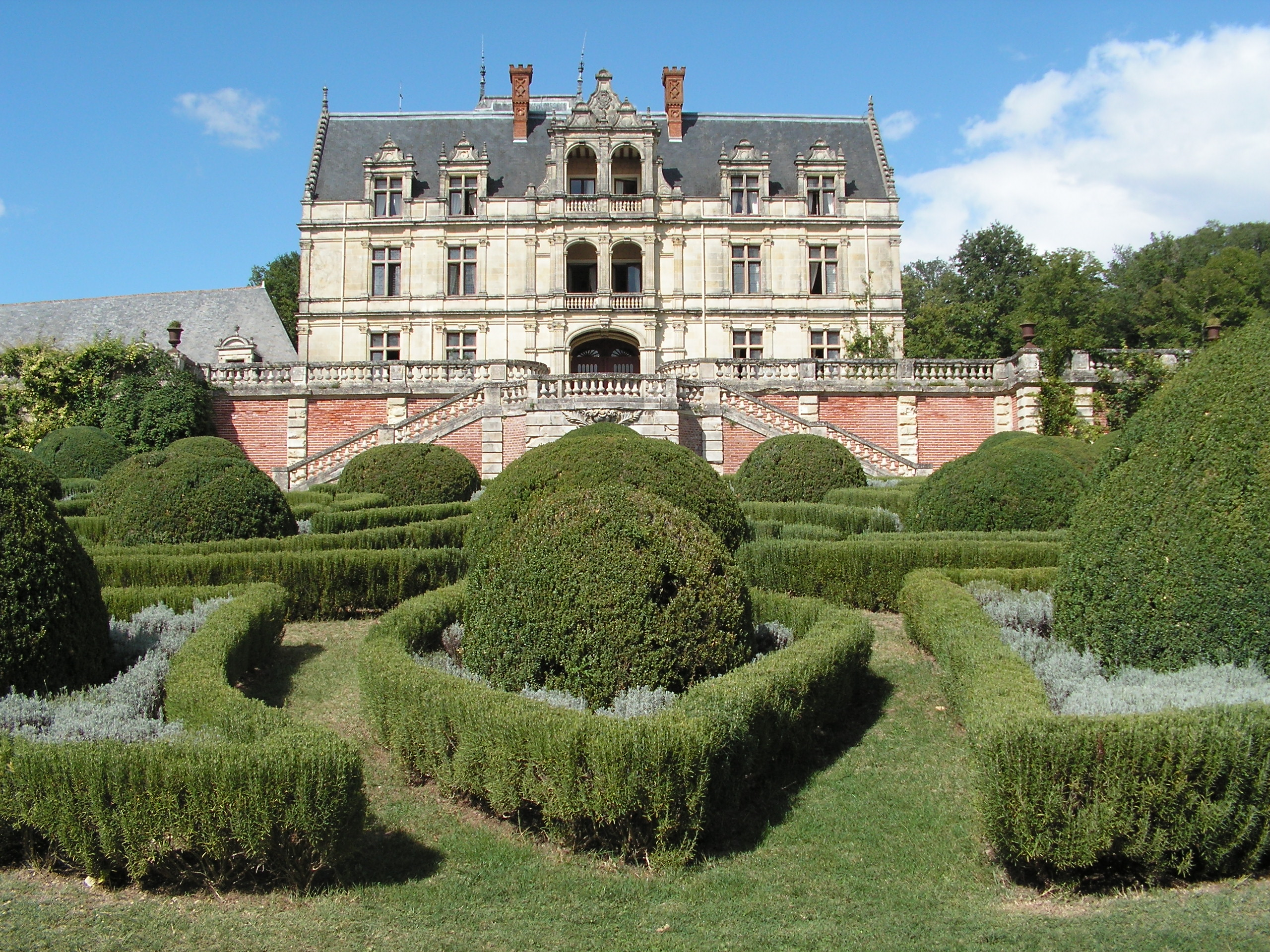
Fachada sur
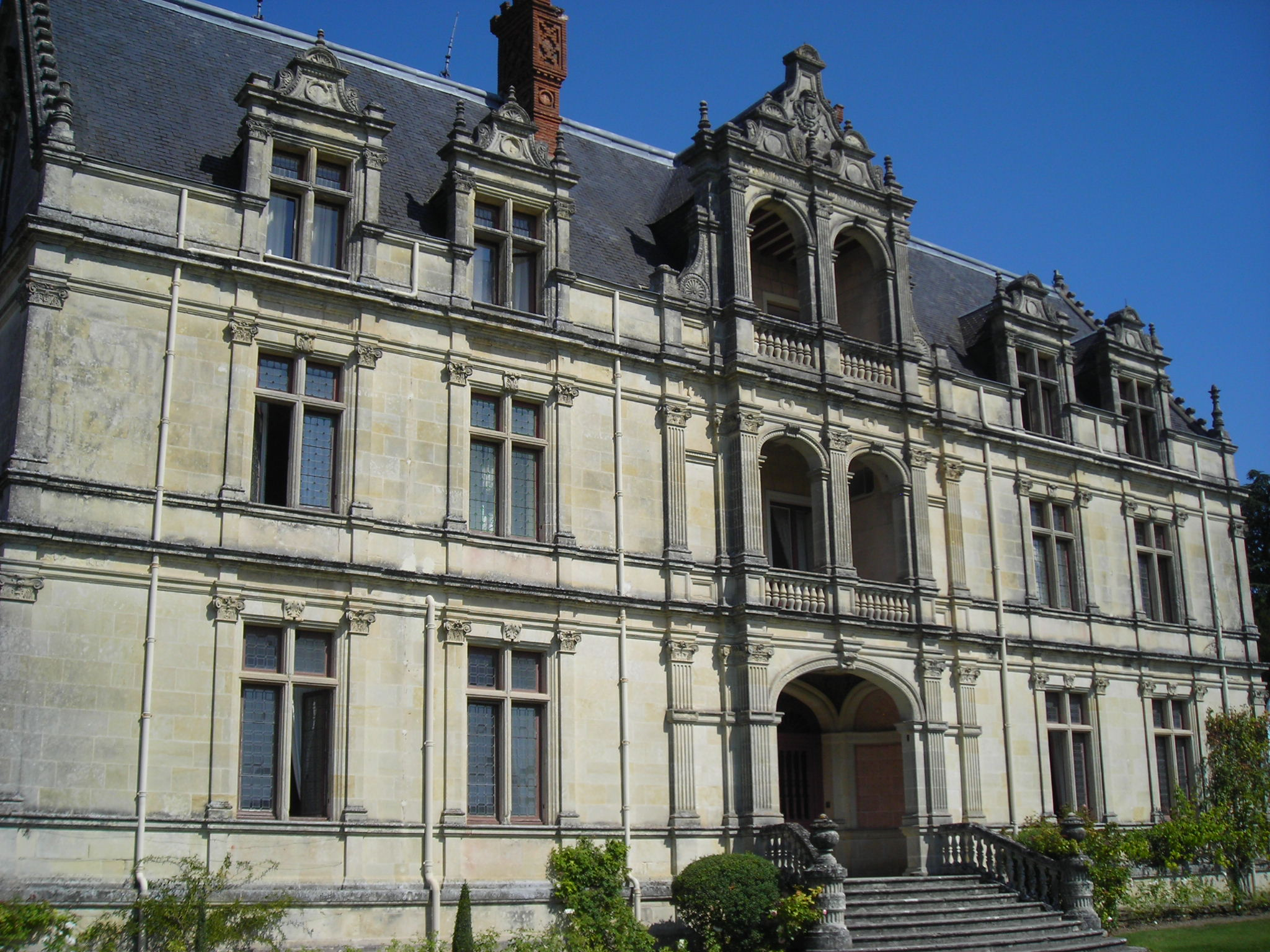
Detalle de la fachada sur
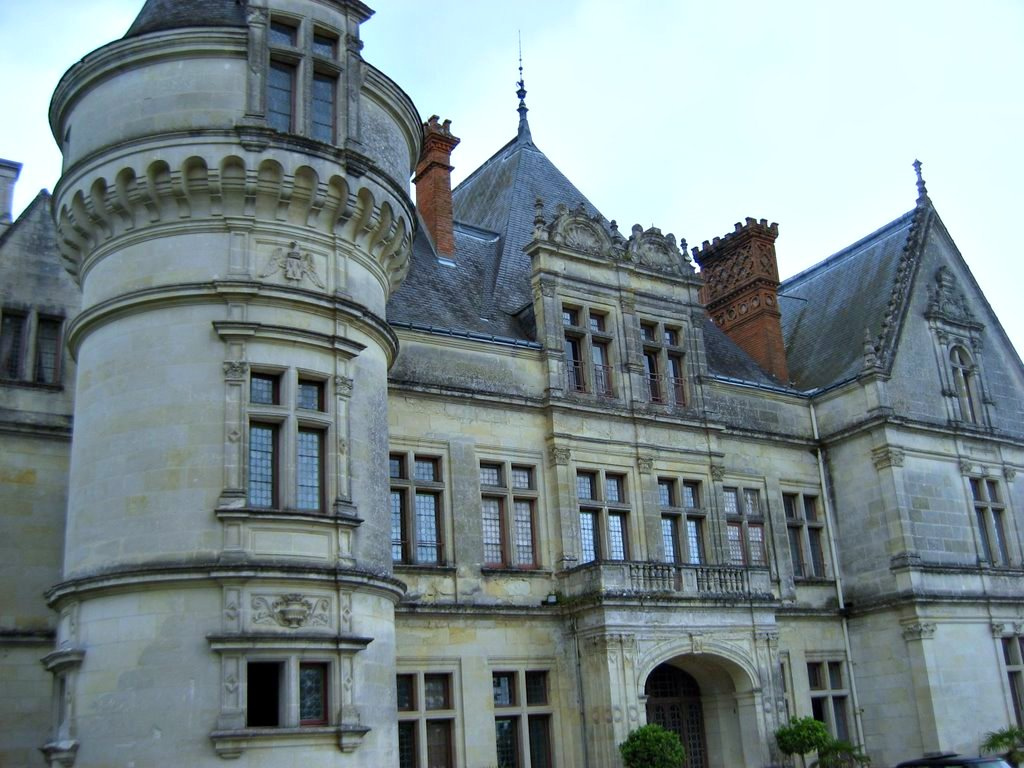
Vista de la fachada oeste
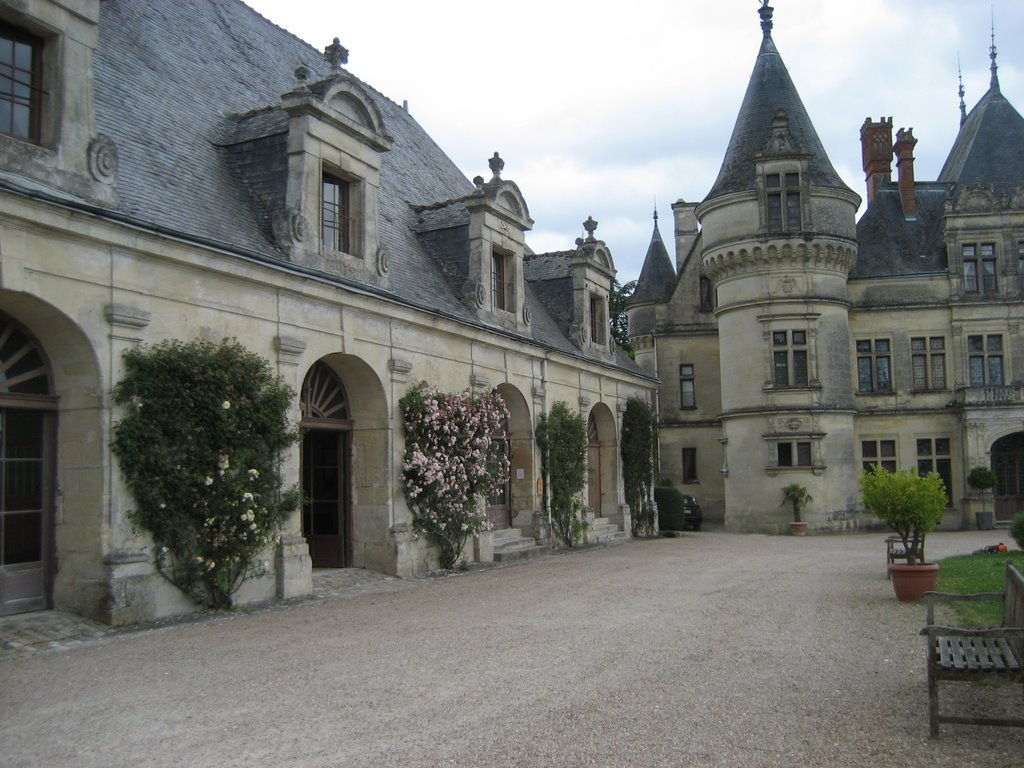
El patio